# Hisataka Okamoto
Hisataka Okamoto (født 14. december 1933) er en japansk fodboldspiller.

## Japans fodboldlandshold
| Japans landshold | Japans landshold | Japans landshold |
| År               | Kmp              | Mål              |
| ---------------- | ---------------- | ---------------- |
| 1955             | 5                | 0                |
| Total            | 5                | 0                |